# Joan Josep Permanyer i Ayats
Joan Josep Permanyer i Ayats (Barcelona, 4 de març de 1848 - 12 d'abril de 1919) fou un polític i jurista català, fill del també jurisconsult Francesc Permanyer i Tuyet, que fou ministre d'Ultramar en el regnat d'Isabel II i alcalde de Barcelona (1856) i germà del també advocat Ricard Permanyer i Ayats.

## Biografia
Com a advocat, fou catedràtic d'història del dret espanyol i president de l'Acadèmia de Jurisprudència i Legislació de Catalunya el 1895-1897. Com a especialista en dret català fou redactor d'un projecte d'apèndix al codi civil espanyol.
Vinculat a la Lliga de Catalunya, a l'Associació Popular Regionalista, i col·laborador de la revista La Renaixença, des d'on atacava Joan Mañé i Flaquer per la seva orientació contrària al moviment catalanista del moment.
Fou un dels fundadors i dirigents de la Unió Catalanista, de la qual fou membre de la primera Junta Permanent, president de l'Assemblea de Manresa de 1892, alhora que també fou ponent a les Bases de Manresa sobre el poder central de l'estat. El 1898 fou diputat a Corts espanyoles per Vilafranca del Penedès i vocal de la junta permanent d'Unió Catalanista de 1898 a 1901.
Fou president de l'Ateneu Barcelonès el 1897-1898 i membre de la comissió que presentà el memorial de greuges a Alfons XII. Després s'afilià a la Lliga Regionalista i va presidir els Jocs Florals de 1901. Durant més de 20 anys fou degà del Col·legi d'Advocats de Barcelona i en feu enriquir la biblioteca.